# Elmore, Gloucestershire
Elmore är en ort och civil parish i Storbritannien.   Den ligger i grevskapet Gloucestershire och riksdelen England, i den södra delen av landet, 150 km väster om huvudstaden London. Elmore ligger 11 meter över havet och antalet invånare är 219.
Terrängen runt Elmore är platt åt nordväst, men åt sydost är den kuperad. Runt Elmore är det ganska tätbefolkat, med 230 invånare per kvadratkilometer. Närmaste större samhälle är Gloucester, 5,7 km nordost om Elmore. Trakten runt Elmore består till största delen av jordbruksmark.